# (16123) Jessiecheng
(16123) Jessiecheng est un astéroïde de la ceinture principale.

## Description
(16123) Jessiecheng est un astéroïde de la ceinture principale. Il fut découvert le 7 décembre 1999 à Socorro (Nouveau-Mexique) par le projet LINEAR. Il présente une orbite caractérisée par un demi-grand axe de 2,38 UA, une excentricité de 0,22 et une inclinaison de 3,3° par rapport à l'écliptique.

## Compléments